# Bow Road
Bow Road è una stazione della metropolitana di Londra, servita dalle linee District e Hammersmith & City.
Fu aperta nel 1902: inizialmente utilizzata solo dalla District, la fermata per la Hammersmith & City si aggiunse nel 1936 quando era ancora chiamata Metropolitan line. Presso la stazione di Bow Road, i treni entrano nel tunnel del tratto centrale della linea: la pendenza del tracciato (1 a 28) è la più alta dell'intera metropolitana di Londra.

## Strutture e impianti
È compresa nella Travelcard Zone 2.

## Interscambi
La stazione consente l'interscambio con la stazione di Bow Church, della linea Lewisham-Stratford della Docklands Light Railway.
Nelle vicinanze della stazione effettuano fermata alcune linee urbane automobilistiche, gestite da London Buses.
- Stazione ferroviaria (Bow Church, Docklands Light Railway)
- Fermata autobus